# Juan Wells
Juan Wells (Paramaribo, 29 september 1976) is een Surinaams/Nederlands popzanger en acteur. Hij is voornamelijk bekend vanwege zijn lied Summer Rain, dat in Nederland in 2000 een zomerhit werd. Als acteur speelde hij onder meer in de soapserie Onderweg naar Morgen.

## Carrière
Juan Wells kwam als kleine jongen naar Nederland. Zijn eerste solosingle Serenade kwam uit in 1991. Het nummer werd zowel in Nederland als in Engeland uitgebracht. De single werd geen succes en ook latere singles bleken, ondanks samenwerkingen met onder meer Bootsy Collins en George Clinton, weinig succesvol. Vanwege het uitblijvende succes verhuisde Wells naar het Verenigd Koninkrijk, om daar zijn geluk te beproeven.
Later kwam Wells weer terug naar Nederland, alwaar hij in 1996 en 1996 meer succes kreeg, voornamelijk als acteur. In 1996 speelde hij in de musical Faya. Hij speelde in de VARA-serie 12 steden, 13 ongelukken, en had de hoofdrol in de tv-film Juju. In datzelfde jaar bracht platenlabel Universal zowel een kerstsingle (geschreven door Arling & Cameron) als een gewone single van hem uit.
Vanaf 1998 speelde Wells in de soapserie Onderweg naar Morgen. Hij speelde de rol van Bento do Carmo. In de rol van Bento scoorde hij in 2000 een bescheiden hit in Nederland met het door Fluitsma & Van Tijn geschreven lied Summer Rain, dat hij in de soapserie zong voor tegenspeelster Mimi Ferrer (in de rol van Aïsha Amal). Het nummer stond 10 weken in de top 40, en behaalde als hoogste de 18e positie. Wells bleef in Onderweg naar Morgen spelen tot 2001. Op 16 februari 2002 Speelde hij zichzelf in de aflevering Don Juan van de serie Oppassen!!!.
Twee latere singles van Wells Million Miles en Missing You (beide uit 2001) zijn lang niet zo succesvol als Summer Rain. In hetzelfde jaar speelde Wells in de musical Doornroosje.
In 2005 was Wells te zien als 'Patty's huisvriend' in de reality-serie Patty's Fort op de Nederlandse televisiezender Yorin. In deze serie moesten verschillende gasten, waar Wells er een van was, verschillende kuren ondergaan. Het programma werd gepresenteerd door Patty Brard, die een goede vriendin was van Wells.
Vanaf 2007 maakt Wells deel uit van de gospel-groep "Salt", samen met onder andere Rocq-E Harrell en Michelle David.
Sinds oktober 2010 vertolkte Wells de rol van Jacob in de nieuwe Van den Ende-musical La Cage Aux Folles. Vanaf mei 2012 speelt Wells de rol van Sebastiaan in De Kleine Zeemeermin.
Tijdens The Passion 2014 in Groningen was hij te zien als een van de Discipelen.
In 2019 was Wells te zien als een van de 100-koppige jury in het televisieprogramma All Together Now.

## Discografie

### Singles[8]
| Single met eventuele hitnotering(en) in de Nederlandse Top 40 | Datum van verschijnen | Datum van binnenkomst | Hoogste positie | Aantal weken | Opmerkingen           |
| ------------------------------------------------------------- | --------------------- | --------------------- | --------------- | ------------ | --------------------- |
| Serenade                                                      | 1991                  |                       |                 |              |                       |
| Bad Girls                                                     | 1992                  |                       |                 |              |                       |
| Time                                                          | 1993                  |                       |                 |              |                       |
| Get Down Saturday Night                                       | 1995                  |                       |                 |              |                       |
| Merry Christmas                                               | 1996                  |                       |                 |              |                       |
| Round And Round                                               | 1996                  |                       |                 |              |                       |
| Erotic City                                                   | 1997                  |                       |                 |              |                       |
| Merry Christmas                                               | 1997                  |                       |                 |              | (opnieuw uitgebracht) |
| Special Lady                                                  | 1997                  |                       |                 |              |                       |
| Father Figure                                                 | 1998                  |                       |                 |              |                       |
| Summer Rain                                                   | 2000                  | 09-12-2000            | 18              | 10           |                       |
| Million Miles                                                 | 2001                  | 24-03-2001            | tip             |              |                       |
| Missing You                                                   | 2001                  |                       |                 |              |                       |